# Siegl József
Siegl József, 1934-től Szörényi (Budapest, 1894. május 29. – Budapest, 1981. szeptember 16.) válogatott labdarúgó, balhátvéd, lakatos segéd.

## Családja
Siegl Ernő és Drostyák Terézia fiaként született. Az első világháború után külföldre távozott. 1925. június 6-án Budapesten, Kőbányán feleségül vette Filkor Karolint.

## Pályafutása

### Klubcsapatban
A Törekvés labdarúgója volt, ahol egy bajnoki ezüst- és két bronzérmet nyert a csapattal. Gyors, határozott hátvéd volt, aki kiválóan rúgott és fejelt.

### A válogatottban
1916 és 1918 között hat alkalommal szerepelt a magyar labdarúgó-válogatottban.

## Sikerei, díjai
- Magyar bajnokság
  - 2.: 1916–17
  - 3.: 1912–13, 1917–18

## Statisztika

### Mérkőzései a válogatottban
| Magyarország | Magyarország      | Magyarország                    | Magyarország | Magyarország | Magyarország | Magyarország | Magyarország | Magyarország |
| #            | Dátum             | Helyszín                        | Hazai        | Eredmény     | Vendég       | Kiírás       | Gólok        | Esemény      |
| ------------ | ----------------- | ------------------------------- | ------------ | ------------ | ------------ | ------------ | ------------ | ------------ |
| 1.           | 1916. november 5. | Bécs, WAC-Platz                 | Ausztria     | 3 – 3        | Magyarország | barátságos   | -            |              |
| 2.           | 1917. június 3.   | Budapest, Hungária körúti pálya | Magyarország | 6 – 2        | Ausztria     | barátságos   | -            |              |
| 3.           | 1917. július 15.  | Bécs, WAC-Platz                 | Ausztria     | 1 – 4        | Magyarország | barátságos   | -            |              |
| 4.           | 1917. október 7.  | Budapest, Üllői úti pálya       | Magyarország | 2 – 1        | Ausztria     | barátságos   | -            |              |
| 5.           | 1917. november 4. | Bécs, WAC-Platz                 | Ausztria     | 1 – 2        | Magyarország | barátságos   | -            |              |
| 6.           | 1918. április 14. | Budapest, Hungária körúti pálya | Magyarország | 2 – 0        | Ausztria     | barátságos   | -            |              |
|              | Összesen          |                                 |              | 6            | mérkőzés     |              | 0            | gól          |